# Callipia aurata
Callipia aurata är en fjärilsart som beskrevs av W. Warren 1904. Callipia aurata ingår i släktet Callipia och familjen mätare. Inga underarter finns listade i Catalogue of Life.